# Poyanawa
El poyanawa (Poianaua) és una llengua pano obsoleta del Brasil. És parlada a l'Amazònia brasilera, al municipi de Mâncio Lima, estat d'Acre. Els 403 poyanawa només parlen portuguès. Cap el 1992 es va informar que 12 persones encara parlaven la llengua.